# Gaeiras
Gaeiras es una freguesia portuguesa del municipio de Óbidos, con 10,20 km² de superficie. Su densidad de población es de 182,2 hab/km².